# الشيخ صلاح (السياني)

تعديل مصدري - تعديل

الشيخ صلاح هي إحدى قرى عزلة الأزارق بمديرية السياني التابعة لمحافظة إب، بلغ تعداد سكانها 200 نسمة حسب تعداد اليمن لعام 2004.